# Kozlovskaja
Kozlovskaja (in lingua russa Козловская) è una città situata in Russia, nell'Oblast' di Arcangelo, nel Vel'skij rajon.

## Monumenti
In questa città si possono visitare la chiesa della Santa Vergine (1849) e la chiesa della Resurrezione (1791).